# Campionati norvegesi di sci alpino 1968
I Campionati norvegesi di sci alpino 1968 si svolsero a Narvik e a Ørsta tra il 2 e il 23 marzo; furono assegnati i titoli di discesa libera, slalom gigante e slalom speciale, sia maschili sia femminili.

## Risultati

### Uomini

#### Discesa libera
| Pos. | Atleta             | Nazione  |
| ---- | ------------------ | -------- |
| 1    | Jon Terje Øverland | Norvegia |
| 2    | Halvor Malm        | Norvegia |
| 3    | Peik Christensen   | Norvegia |

Data: 23 marzo

Località: Narvik

#### Slalom gigante
| Pos. | Atleta             | Nazione  |
| ---- | ------------------ | -------- |
| 1    | Håkon Mjøen        | Norvegia |
| 2    | Jon Terje Øverland | Norvegia |
| 3    | Otto Tschudi       | Norvegia |

Data: 3 marzo

Località: Ørsta

#### Slalom speciale
| Pos. | Atleta             | Nazione  |
| ---- | ------------------ | -------- |
| 1    | Bjarne Strand      | Norvegia |
| 2    | Håkon Mjøen        | Norvegia |
| 3    | Jon Terje Øverland | Norvegia |

Data: 2 marzo

Località: Ørsta

### Donne

#### Discesa libera
| Pos. | Atleta                | Nazione  |
| ---- | --------------------- | -------- |
| 1    | Vivien Hübert         | Norvegia |
| 2    | Aud Hvammen           | Norvegia |
| 3    | Karianne Christiansen | Norvegia |

Data: 23 marzo

Località: Narvik

#### Slalom gigante
| Pos. | Atleta                | Nazione  |
| ---- | --------------------- | -------- |
| 1    | Aud Hvammen           | Norvegia |
| 2    | Gyri Sørensen         | Norvegia |
| 3    | Karianne Christiansen | Norvegia |

Data: 3 marzo

Località: Ørsta

#### Slalom speciale
| Pos. | Atleta                | Nazione  |
| ---- | --------------------- | -------- |
| 1    | Karianne Christiansen | Norvegia |
| 2    | Bente Aanjesen        | Norvegia |
| 3    | Trine Lunde           | Norvegia |

Data: 2 marzo

Località: Ørsta